# Heisteria acuminata
Heisteria pallida es una especie de planta perteneciente al género Heisteria que se encuentra en Brasil.

## Propiedades
La corteza del tallo contiene: ourateacatechina (4′-O-methyl-(−)-epigallocatechina), ouratea-proanthocyanidina A (epiafzelechin-(4β→8)-4′-O-methyl-(−)-epigallocatechin) y el trimeric propelargonidina epiafzelechin-(4β→8)-epiafzelechin-(4β→8)-4′-O-methyl-(−)-epigallocatechin.

## Taxonomía
Heisteria acuminata fue descrita por (Humb. & Bonpl.) Adolf Engler y publicado en Flora Brasiliensis 12(2): 14. 1872.
Sinonimia
- Heisteria burchellii Hochr.
- Heisteria celastrinea Triana & Planch.
- Heisteria cyanocarpa Poepp.
- Heisteria cyanocarpa subsp. occidentalis Cuatrec.
- Heisteria ixiamensis Rusby
- Heisteria longipes Standl.
- Heisteria pallida Engl.
- Heisteria rhaptostylum Triana & Planch.
- Rhaptostylum acuminatum Humb. & Bonpl.
- Rhaptostylum cyanocarpum Kuntze
- Rhaptostylum pallidum Kuntze[3]